# Lindrum
Lindrum eller Ölsremma är en småort i Ölsremma socken i Tranemo kommun, i Sjuhäradsbygden i södra Västergötland.
Lindrum är traktnamn i fastighetsindelningen och det namn som Statistiska centralbyrån använder i sin småortsavgränsning, men på vägskyltar med mera används Ölsremma. Ölsremma är även den by, cirka 1,5 kilometer söder om Lindrum, där Ölsremma kyrka ligger.
Hembygdsgården vid Ekhaga park ligger mittemellan kyrkan och småorten. Stora och Lilla Lindrum är två av gårdarna i småorten.

## Näringsliv
Pipelife Sverige AB har en stor fabrik för tillverkning av plaströr i Ölsremma. Företaget hette tidigare Davinyl, och startades av Oskar Gabrielsson.
Här finns även Kinds Produkter AB som är ett företag som formsprutar plastdetaljer.